# Исе (город)
И́се (яп. 伊勢市), ранее Удзиямада — город в Японии в префектуре Миэ. Исе входит в состав Национального парка Исе-Сима. Население — 122 432 человек (2020); город занимает площадь 208,35 км². Крупный центр туризма и паломничества.
Статус большого города Удзиямада получил 1 сентября 1906 года. После объединения с несколькими соседними городами 1 января 1955 года был образован город Исе.

## Экономика
Город Исе знаменит синтоистским святилищем Дзингу (яп. 伊勢神宮), посвящённым богине Аматэрасу. Исе стал центром массового паломничества ещё в период Эдо. Кроме самого храмового комплекса паломники и туристы посещают исторический музей, музей изобразительного искусства, сельскохозяйственный музей и библиотеку, входящие в состав святилища, а также Мэото Ива.
В городе расположены штаб-квартира и предприятие компании Mikimoto Pharmaceutical (лекарства и косметика), основанной Кокити Микимото, заводы Yokohama Rubber Company (автомобильные шины), Kyocera, Noritake Itron и Sinfonia Technology (электроника), NGK (автомобильные комплектующие), N.P.W. Technical Labratory (промышленное оборудование), небольшие судоверфи, порт Удзиямада, исследовательский центр UL Japan. Также в Исе производится лапша удон с соевым соусом и акафуку-моти — особый сорт рисовых пирожных, покрытых знаменитой сладкой пастой из красных бобов. Главными кластерами розничной торговли являются торговые центры AEON Ise и MTS Ise, оптовый рынок Исэ-Сима, сеть супермаркетов Piago, а также крытые улицы Исэ Гиндза Симмити и Исэ Такаянаги.

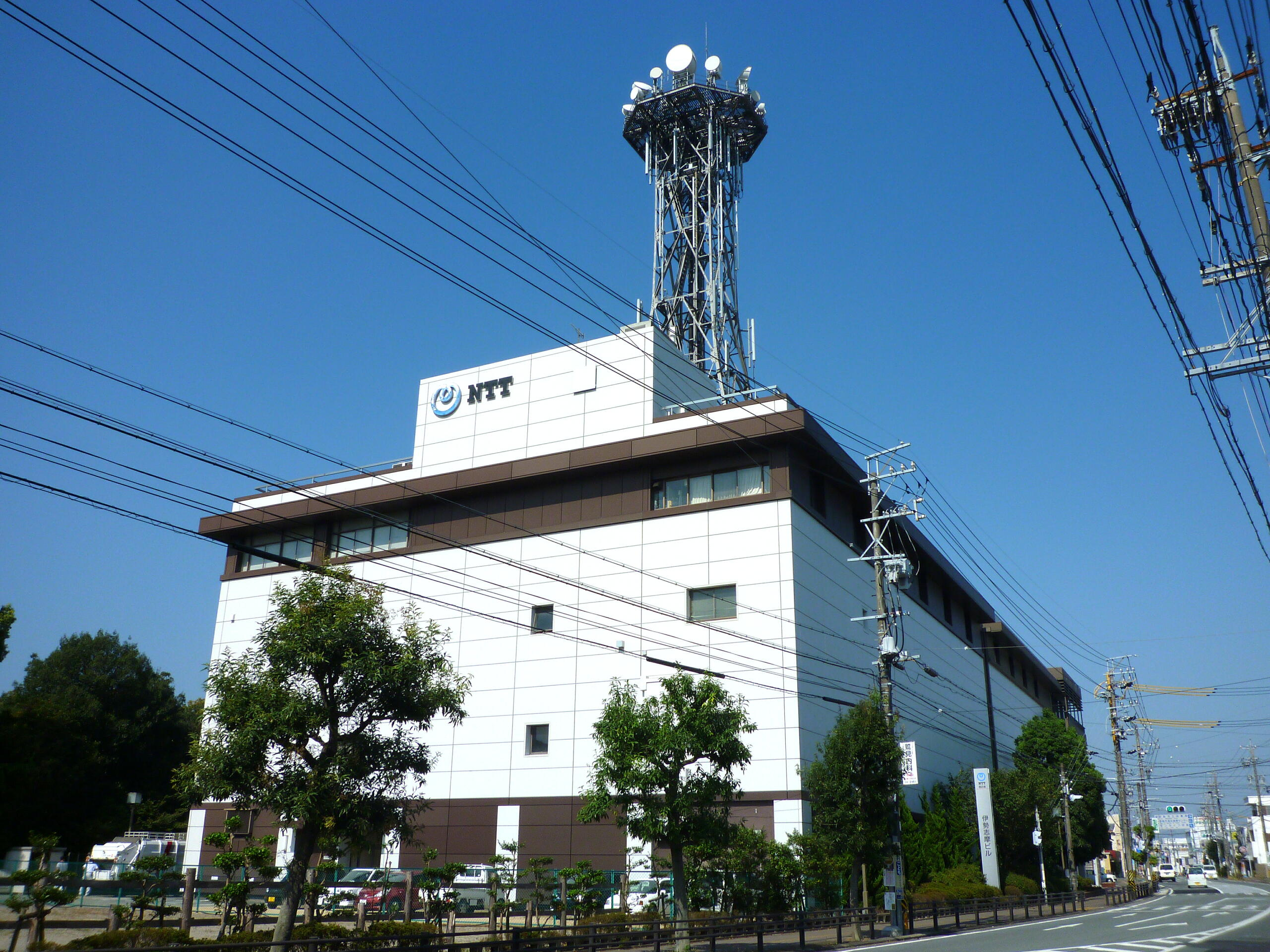
Местный офис NTT
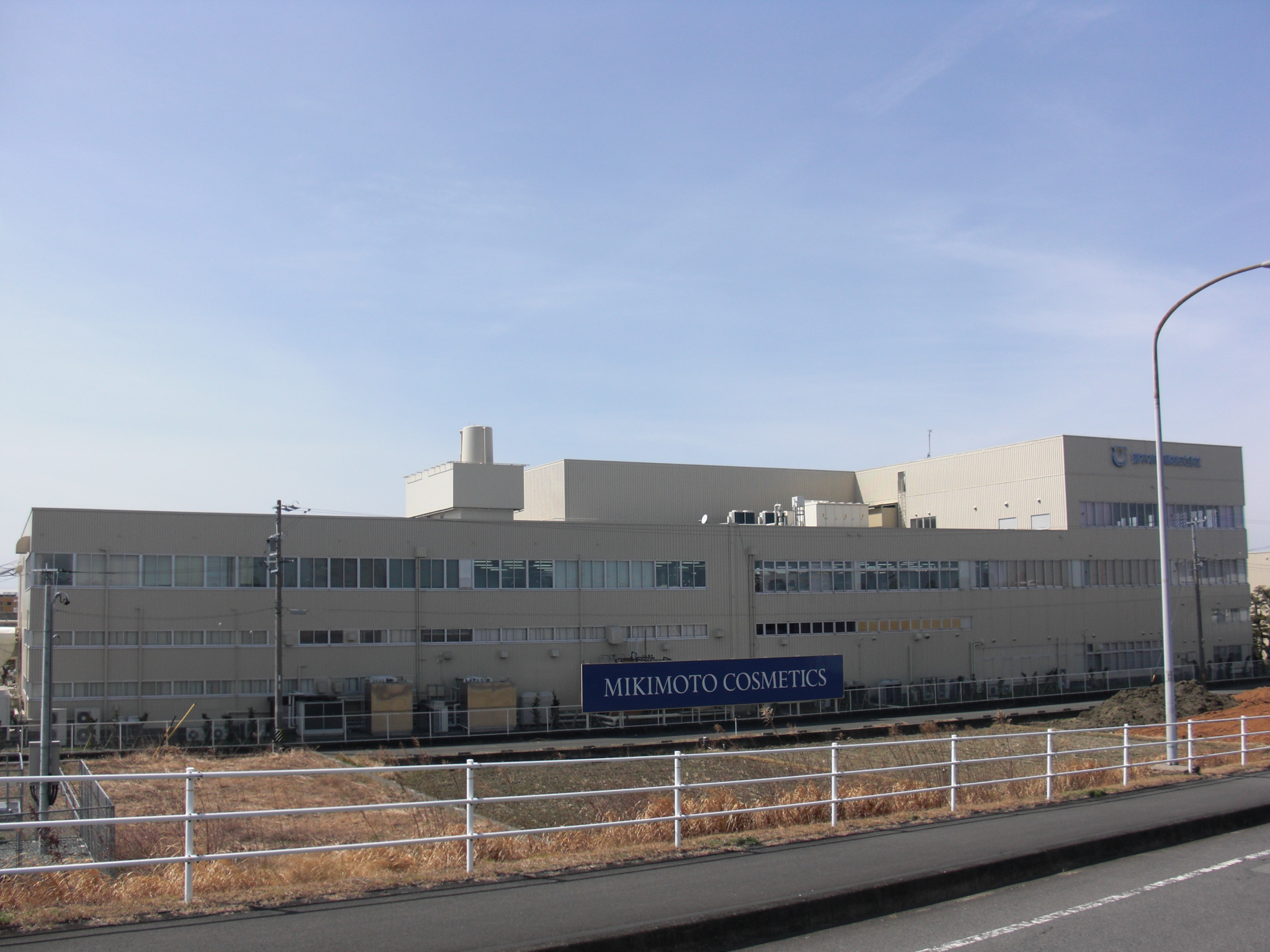
Mikimoto Pharmaceutical
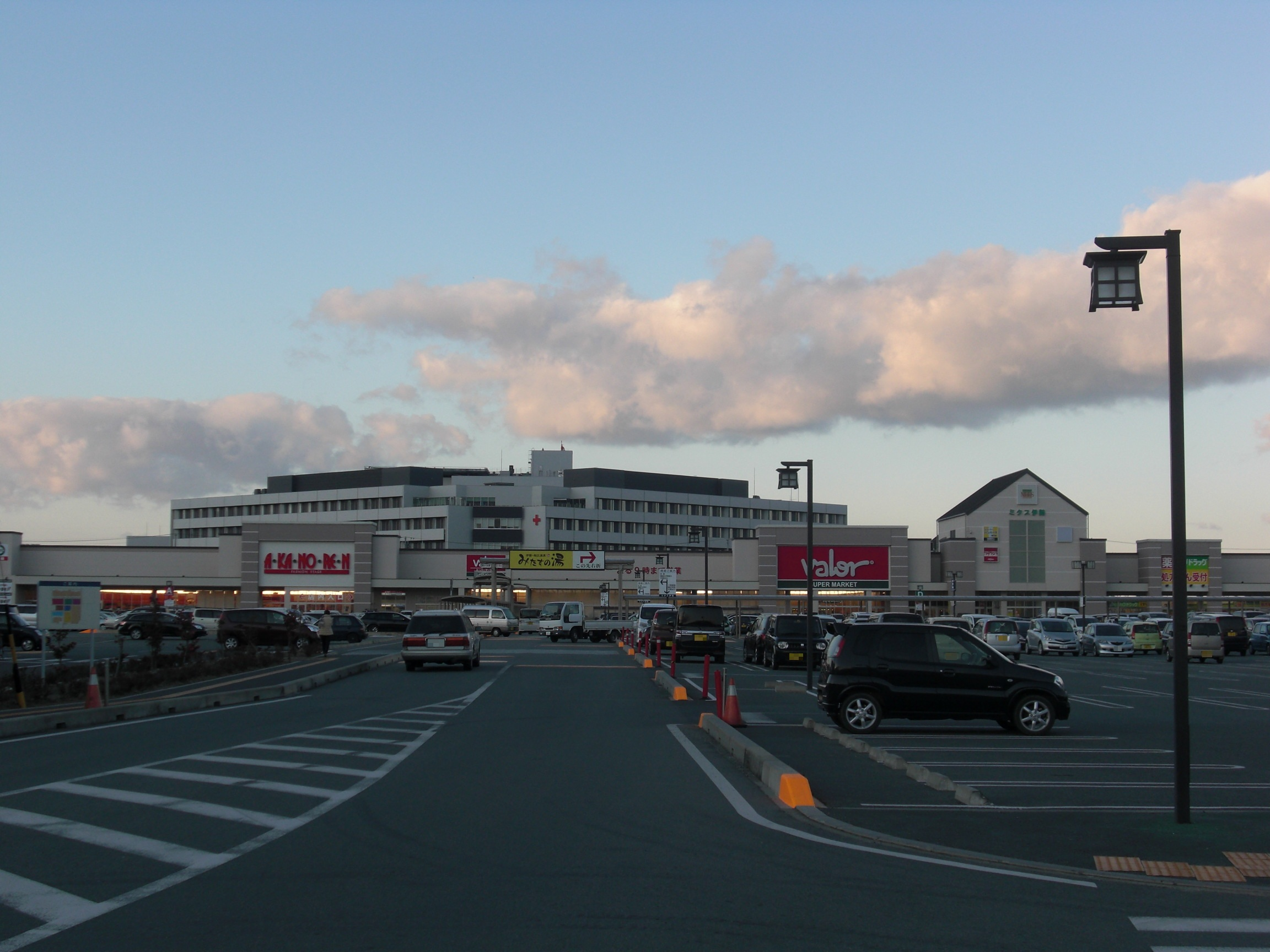
MTS Ise
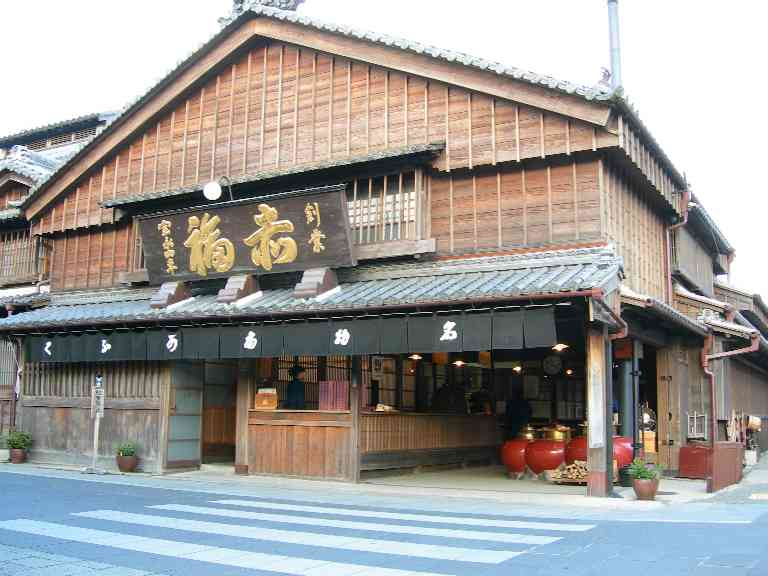
Магазин по продаже акафуку-моти
Исе Гиндза Симмити

## Кавасаки
Кавасаки — это исторический район города Исе, расположенный вдоль реки Сэтагава. В 1408 году здешние болота были осушены и возник город Кавабэ-но-Сато, который позднее получил название Кавасаки. Этот город играл большую роль в торговле и принимал иногда больше миллиона паломников к святилищу Исэ-дзингу в год. По реке в город могли заходить корабли. Сейчас сохранилась центральная улица длиной около километра и ряд окрестных домов по обе стороны реки. Город Кавасаки вошёл в состав новообразованного города Исе.

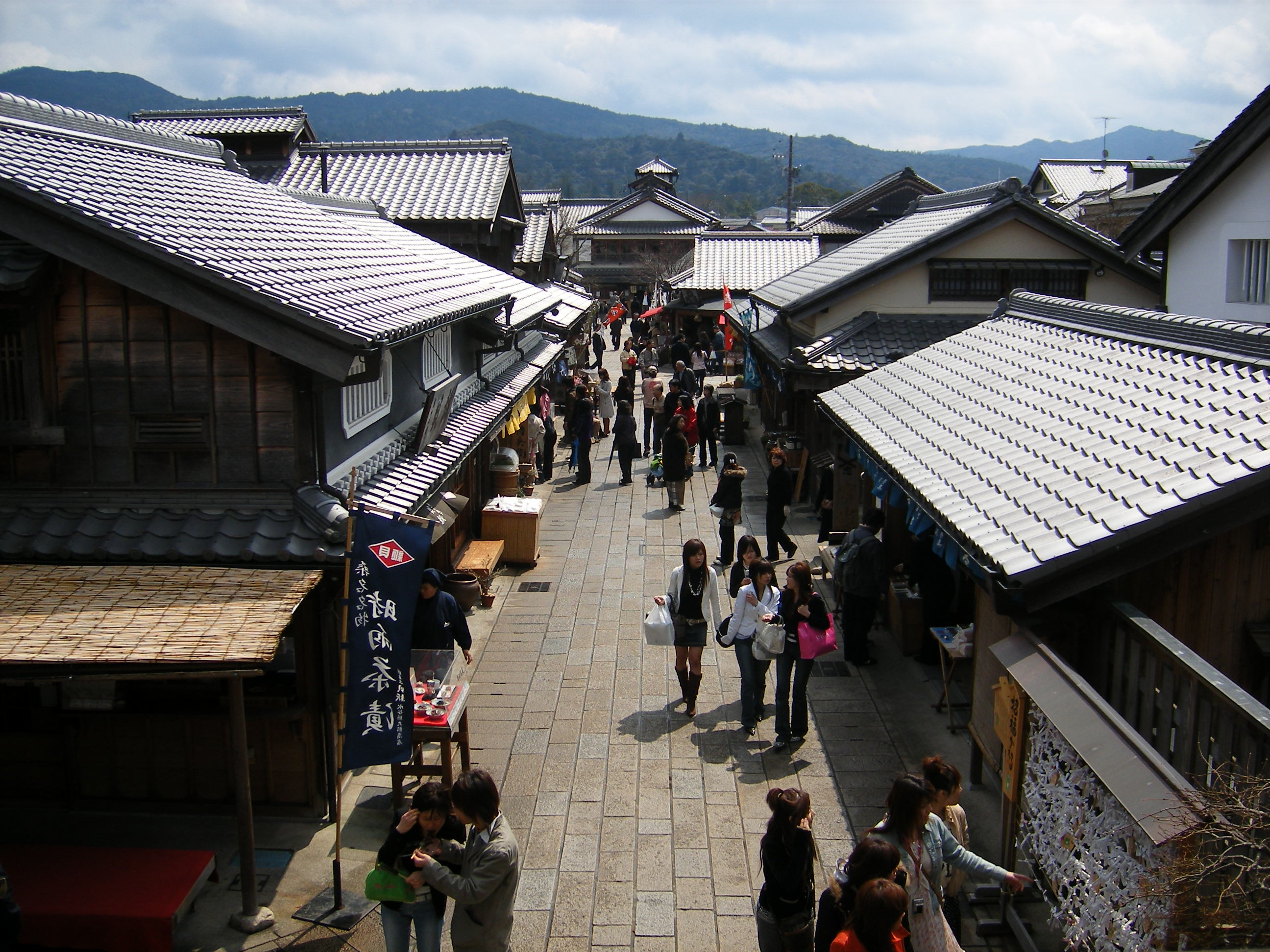
Кавасаки
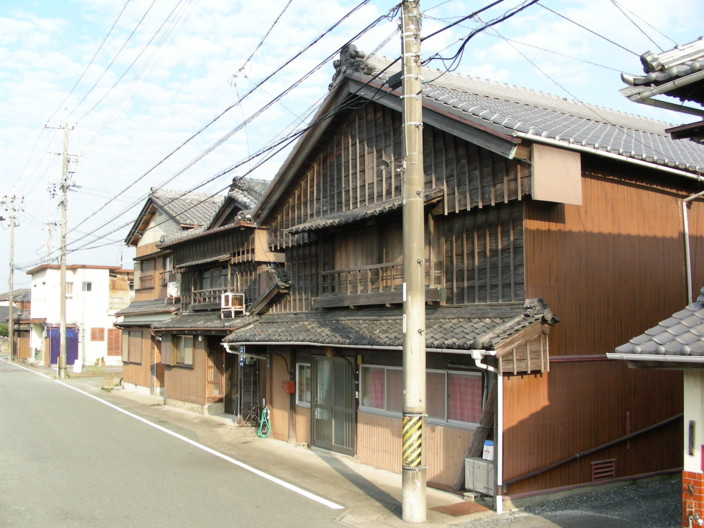
Кавасаки
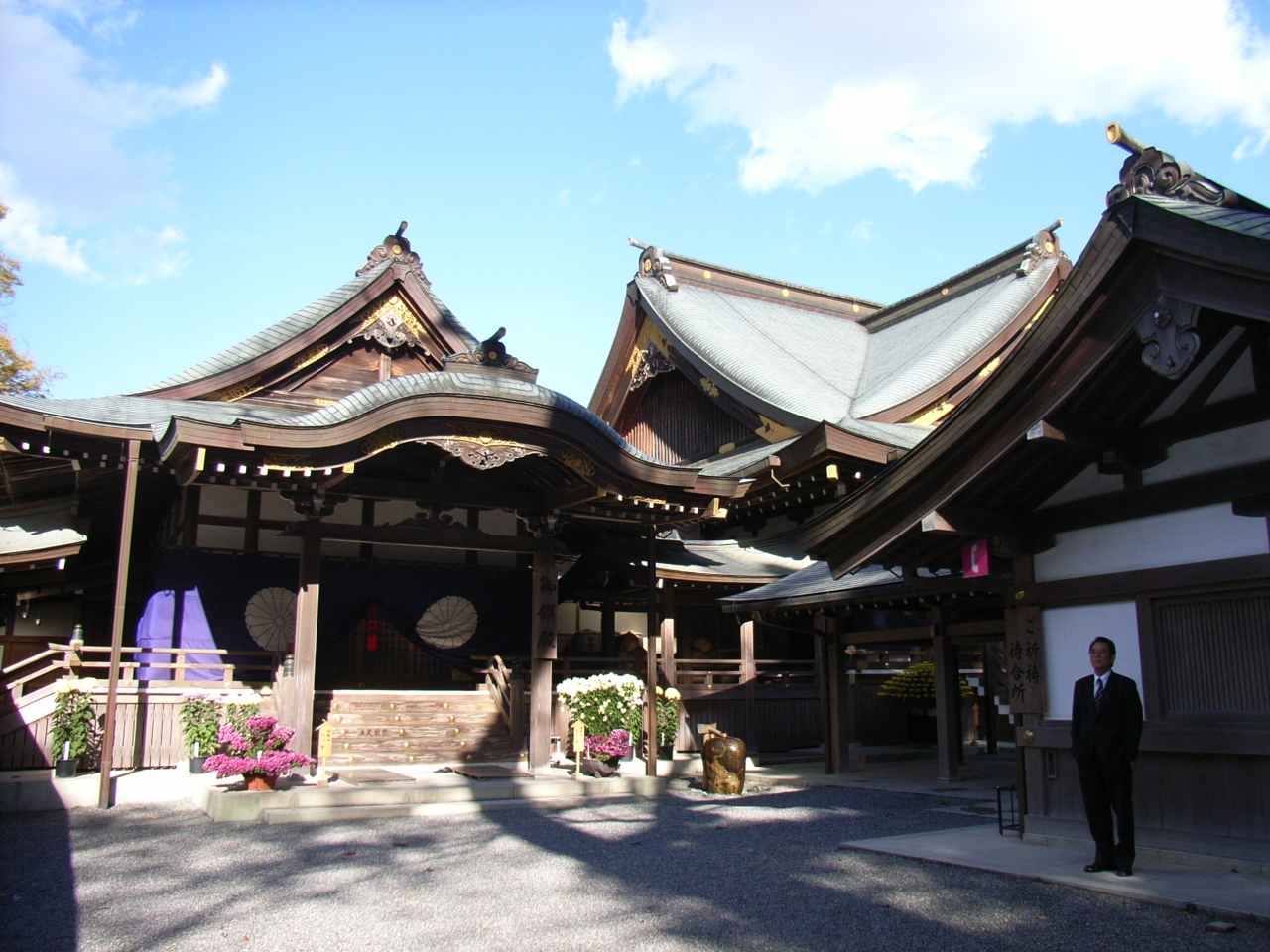
Исе-дзингу
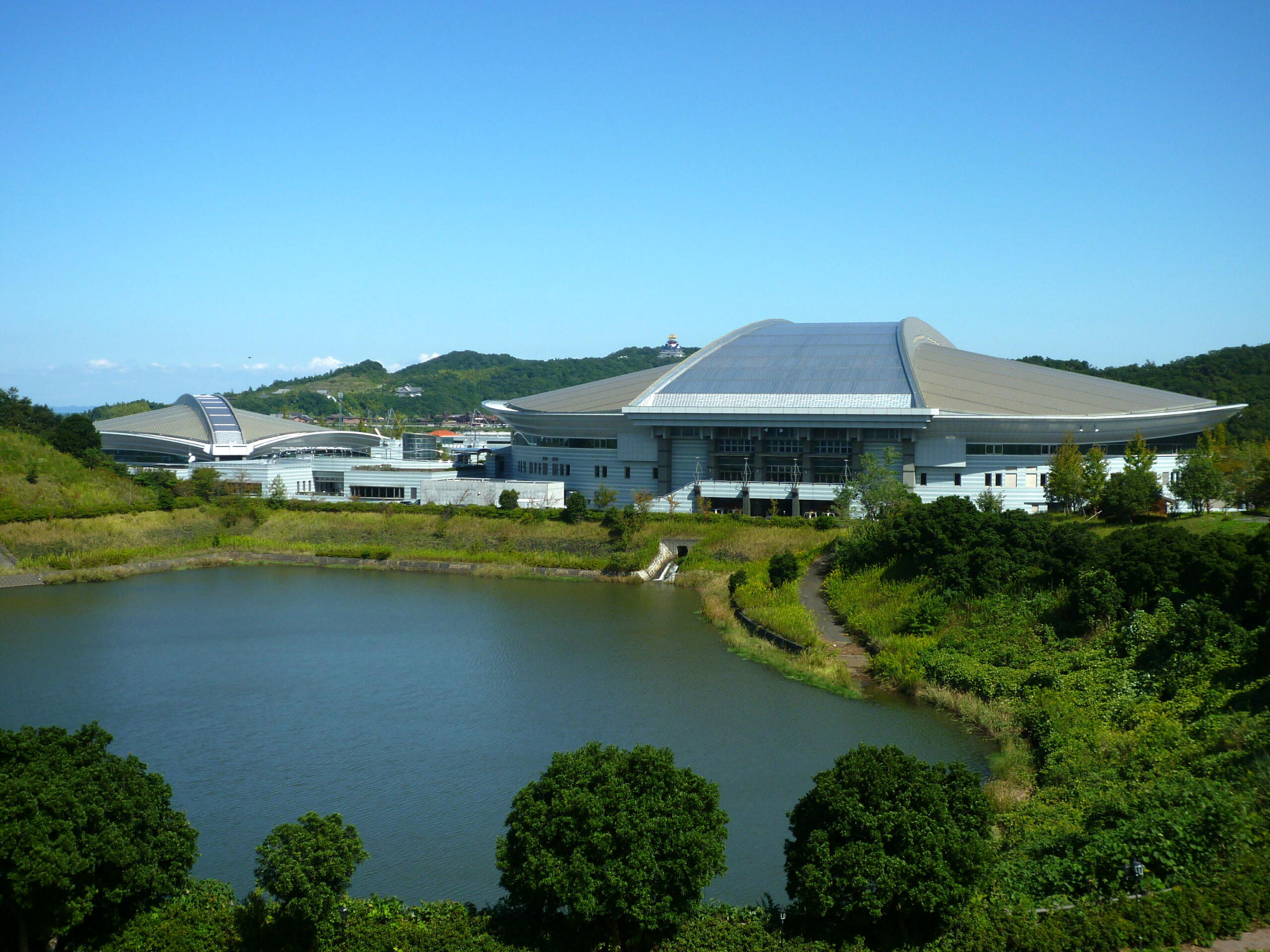
Сан-арена